# Cao Văn
Cao Văn (tiếng Trung: 高文, bính âm: Gāo Wēn; Việt bính: gou1 man1, sinh ngày 18 tháng 1
năm 1985) là một cầu thủ bóng đá Trung Quốc lớn lên tại Hồng Kông thi đấu ở vị trí tiền vệ. Anh hiện đang thi đấu cho Kitchee tại giải bóng đá hạng nhất Hồng Kông và đội tuyển bóng đá quốc gia Hồng Kông.

## Sự nghiệp thi đấu
Năm 2006 anh thi đấu cho Kitchee và thi đấu đến nay.

## Thành tích thi đấu
- Vô địch giải bóng đá hạng nhất Hồng Kông

2010-11 2011-12